# Sajansk
Sajansk (anche traslitterata come Sayansk) è una cittadina della Siberia sudorientale (Oblast' di Irkutsk), situata 270 km a nordovest del capoluogo Irkutsk, poco distante dal fiume Oka.
Fondata nel 1970, ottenne lo status di città nel 1985; la città è al giorno d'oggi un importante centro industriale, specializzato nel comparto chimico.

## Società

### Evoluzione demografica
Fonte: mojgorod.ru
- 1979: 8.500
- 1989: 38.200
- 2002: 43.468
- 2007: 44.000